# Palpita ocelliferalis
Palpita ocelliferalis es una especie de polillas perteneciente a la familia Crambidae descrita por George Hampson en 1912.
Se encuentra en la República Democrática del Congo (Equateur, Kasai occidental, Katanga, Kivu del Norte, Orientale), Kenia, Nigeria y Uganda.